# Neil Bourguiba
Neil Paul Habib Bourguiba, född 10 november 1996, är en svensk skådespelare, vars mamma är svensk och tunisier och pappa är tunisier. Barnbarns barn till forna presidenten Habib Bourguiba som regerade 25 juli 1957–7 november 1987 i Tunisien. 
Bourguiba är mest känd för sin roll som Martin Becks barnbarn Wilhelm.

## Filmografi
- 2007 – Beck – Gamen
- 2007 – Beck – Advokaten
- 2007 – Beck – Den svaga länken
- 2007 – Beck – Det tysta skriket
- 2007 – Beck – I Guds namn

### Fotnoter
1. ↑  Sveriges befolkning 2000, Sveriges Släktforskarförbund, 2020, läst 1 oktober 2024
2. ↑  https://en.wikipedia.org/wiki/Habib_Bourguiba_Jr.#Personal_life
3. ↑  ”Neil Bourguiba”. IMDb.com. https://www.imdb.com/name/nm2620264/. Läst 21 oktober 2012.